# Folkebevægelsen mod EU
Folkebevægelsen mod EU er en tværpolitisk bevægelse, som arbejder for at Danmark melder sig ud af EU. Bevægelsen blev stiftet som Folkebevægelsen mod dansk medlemskab af EF i 1972. Den består dels af tilsluttede bevægelser, dels af lokale komitéer med individuelle medlemmer. Folkebevægelsen deltager i valg til Europa-Parlamentet, hvor den var repræsenteret af Rina Ronja Kari, der afløste Søren Søndergaard i 2014. Bevægelsen er tildelt partibogstavet N på stemmesedlen.

## Folkebevægelsens navn
Folkebevægelsen mod EU har siden januar 1972 skiftet navn flere gange, i overensstemmelse med organisationens opgaver i EU-modstanden. Fra januar til april 1972 hed organisationen Fællesudvalget mod dansk medlemskab af EF. Fra april til oktober 1972 var navnet Folkebevægelsen mod dansk medlemskab af EF, som efter folkeafstemningen i 1972 skiftede til Folkebevægelsen mod EF. Efter gennemførelsen af EØS-aftalen skiftede navnet til Folkebevægelsen mod EF-Unionen, som atter i 1998 blev til Folkebevægelsen mod EU.

## Politisk grundlag
Det primære formål for Folkebevægelsen er udmeldelse af EU i modsætning til de EU skeptiske partier i Folketinget, der håber at reformere EU indefra. Folkebevægelsen går ind for demokrati, bæredygtig udvikling samt øget samarbejde igennem organisationer som FN, OSCE, Europarådet og Nordisk Råd. Bevægelsen er stærk modstandere af Lissabontraktaten og arbejdede for en dansk folkeafstemning om EU's forfatningstraktat.
Folkebevægelsen mod EU er en tværpolitisk organisation og ser ikke sig selv som et politisk parti. Bevægelsen opererer ikke på den traditionelle højre/venstre-skala og stiller derfor heller ikke op til folketings- eller kommunalvalg.
Folkebevægelsens traditionelle basis findes i de folkelige bevægelser, blandt fagforeningsmedlemmer, lejerforeningsmedlemmer og aktivister for en mere bæredygtig udvikling. I medlemskredsen samler sig EU-modstandere fra hele det politiske spektrum, bl.a. fra Det Radikale Venstre, Socialdemokraterne, Det Konservative Folkeparti, De Grønne, Retsforbundet og Enhedslisten. Bevægelsen sigter mod at være en katalysator for en bredt samarbejdende modstand mod EU, men tager samtidig afstand fra det euroskeptiske Dansk Folkeparti.

## Folkebevægelsen i Europa-Parlamentet
Folkebevægelsen mod EU var repræsenteret i Europa-Parlamentet siden parlamentets oprettelse i 1979 frem til sidste valg til Europa-Parlamentet i 2019:
| - Else Hammerich (1979-89) - Sven Skovmand (1979-84) - Jørgen Bøgh (1979-87) - Jens-Peter Bonde (1979-94) - Ib Christensen (1984-94) - Birgit Bjørnvig (1987-94) | - Ulla Sandbæk (1989-94) - Lis Jensen (1994-99) - Jens Okking (2002-03) – Junibevægelsen (1999-2002) - Ole Krarup (1994-2006) - Søren Søndergaard (afløste Ole Krarup 2007, afløst af Rina Ronja Kari 2014) - Rina Ronja Kari (afløste Søren Søndergård 2014-2019) |

### Valget til Europa-Parlamentet 2014
Folkebevægelsens kandidater til Europa-Parlamentsvalget den 25. maj 2014 blev opstillet på bevægelsens landsmøde i Aalborg den 26.-27. oktober 2013.
Ved valget i maj 2014 fik spidskandidater Rina Ronja Kari 63.673 personlige stemmer. Hun var den af samtlige danske kandidater, der fik ottende flest stemmer.
Dermed var Kari valgt som Folkebevægelsens medlem af Europa-Parlamentet for 2014-2019.
De øvrige 19 kandidater blev suppleanter i følgende rækkefølge:
1. Lave Knud Broch, cand.scient.pol., kampagnekoordinator, officer af reserven i Beredskabsstyrelsen og uddannet brandmand. Bor i København. Medlem af Radikale Venstre. Ordfører for Radikalt EU-kritisk Netværk, styrelsesmedlem i tænketanken Ny Agenda og formand for FN-forbundets freds- og konfliktløsningsudvalg.[5]
2. Christian Juhl, MF og tidl. formand for 3F Silkeborg. Bosat i Silkeborg. Medlem af Enhedslisten.[6]
3. Ole Nors Nielsen, Tidligere havnearbejder (1980–1997) og næstformand i Transportgruppen i 3F Aalborg. Medlem af 3F's hovedbestyrelse. Medlem af Enhedslisten.[7]
4. Karina Rohr Sørensen, Socialrådgiver og souschef på forsorgshjem. Bosat i København. Medlem af Kommunistisk Parti.[8]
5. Thorkil Sohn, jurist og tidligere efterskoleforstander
6. Victoria Risbjerg Velásquez, blev folketingsmedlem for Enhedslisten ved valget i 2019.
7. Mette Langdal, Folkeskolelærer på Vamdrup Skole. Bosat i Nustrup ved Vojens. Tidligere landsformand for Retsforbundet, medlem af bestyrelserne for Nødvendigt Forum og Rødding Højskole.
8. Jørgen Grøn, Talsmand for Folkebevægelsen, Ingeniør, tidl. indkøbschef. Bosat i Sjøstrup ved Aars. Medlem af Socialistisk Folkeparti og tidl. medlem af Hobro byråd. Fhv. lokalkomitéformand i Danmarks Naturfredningsforening
9. Malte Bang
10. Troels Juel
11. Hans Henrik Larsen
12. Tobias Clausen
13. Jean Thierry
14. Helge Rørtoft-Madsen, præst. Han var koordinator i den fem år lange sag mod Lissabontraktaten,
15. Preben Kristensen
16. Brian Olsen
17. Inger-Marie Tryde Martensen
18. Mehmet Aksoy
19. Erik Bach

### Folkeafstemning om Patentdomstolen
Tekst mangler, hjælp os med at skrive teksten

## Folkebevægelsens historie
Folkebevægelsen mod dansk medlemskab af EF blev stiftet på en landskonference i Odense den 21.-22. april 1972. Dens umiddelbare forgængere var Fællesudvalget mod dansk medlemskab af EF samt Vestjysk Folkebevægelse (i Ribe Amt) og Folkebevægelsen i Fyns Amt. Folkebevægelsen har fungeret som kampagneorganisation for Nej-siden ved folkeafstemningerne om EF/EU i 1972, 1986, 1992, 1993, 1998 og 2000.
I 1978 blev Folkebevægelsen opstillingsberettiget til EU-Parlamentet, hvor bevægelsen havde repræsentanter fra 1979-2019.
Efter folkeafstemningen i juni 1992 om Maastricht-traktaten, hvor mere end 50% stemte imod traktaten, skilte en gruppe sig ud af Folkebevægelsen under navnet JuniBevægelsen. Splittelsen skyldtes uenighed om det indre marked i Den Europæiske Union, som JuniBevægelsens medlemmer i modsætning til Folkebevægelsen generelt accepterede. Kort efter splittelsen af Folkebevægelsen sprængtes Folkebevægelsens gruppe i Europa-Parlamentet, idet tre af fire MEP'ere, der var valgt på Folkebevægelsens liste, Jens-Peter Bonde, Birgit Bjørnvig og Ulla Sandbæk, også forlod Folkebevægelsen. Folkebevægelsen opnåede fortsat valg helt frem til 2019, hvorimod JuniBevægelsen blev nedlagt på et ekstraordinært landsmøde den 5. september 2009.
Efter Folkebevægelsen i 2019 ikke længere var repræsenteret i Europa-Parlamentet, valgte organisationen at reorganisere sig selv. Ved landsmødet i oktober 2019 vedtog man en årsplan og nye vedtægter som indebar fornyet fokus på græsrodsarbejde, en slankere ledelse og etableringen af et formandskab.

## Folkebevægelsens organisation
Folkebevægelsen består af lokale komiteer med enkeltmedlemsskab, og omkring tredive organisationer, herunder en række fagforeninger og lokale faglige afdelinger. En række partipolitiske organisationer støtter også Folkebevægelsen.

### International EU-kritiske bevægelse
Internationalt har Folkebevægelsen et tæt samarbejde med tværpolitiske EU-kritiske bevægelser i andre nordiske og europæiske lande. Ifølge sit tværpolitiske valggrundlag kan Folkebevægelsen ikke tilslutte sig nogen af Europa-Parlamentets politiske grupper. I Parlamentet har Folkebevægelsen været observatør i følgende grupper: Den tekniske gruppe (1979-1984), Regnbuegruppen (1984-1994), Nationernes Europa (1994-1999), Demokratiernes og mangfoldighedens Europa (1999-2002), Forenede Europæiske Venstrefløj/Nordisk Grønne Venstre (GUE/NGL) (2002-2019). Den var medlem af det europæiske parti EUDemokraterne.

### Folkebevægelsens ledelse
Folkebevægelsens har en formand og to næstformænd, der repræsenterer bevægelsen udadtil. Formanden er Susanna Dyre-Greensite, og næstformændene er Åge Staun og Ole Nors Nielsen.
Folkebevægelsens højeste myndighed er landsmødet, der holdes én gang om året. Landsmødet vælger en landsledelse på 15 medlemmer, der leder bevægelsen mellem landsmøderne.
Landsledelsen vælger fem medlemmer til forretningsudvalget, der er bevægelsens daglige ledelse. I 2019-2020 består forretningsudvalget af Susanna Dyre-Greensite (formand), Thorkil Sohn (økonomiansvarlig), Lave K. Broch, Johanne Langdal Rindsig og Karina Rohr Sørensen.

## Udgivelser
- Folk i Bevægelse - blad der udkommer seks gange årligt
- Nyhedsbrevet fra det faglige udvalg i Folkebevægesen - udkommer fire gange årligt
- EU-forfatningen – gennemgang og konsekvenser (2005)
- 30 år i folkestyrets tjeneste, David Helin (2002)
- Euro Håndbogen (1999)